# Mycalesis tilmara
Mycalesis tilmara är en fjärilsart som beskrevs av Hans Fruhstorfer 1906. Mycalesis tilmara ingår i släktet Mycalesis och familjen praktfjärilar. IUCN kategoriserar arten globalt som otillräckligt studerad. Inga underarter finns listade i Catalogue of Life.